# Esperma

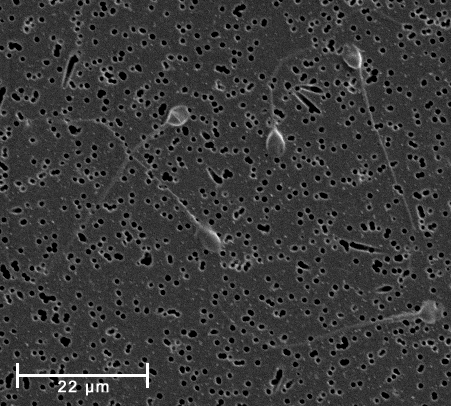
Els espermatozous, en aquest cas humans, són un component primari de l'esperma i els agents fertilitzadors dels òvuls.

L'esperma o semen és un fluid orgànic masculí que habitualment conté espermatozoides i que és expulsat del cos durant l'ejaculació, té lloc en els testicles. Es compon per espermatozoides, que transporten la informació genètica a l'òvul, així com de líquid seminal, que lubrica la uretra en l'ejaculació i que es forma per l'aportació dels testicles, l'epidídim, les vesícules seminals, la pròstata, les glàndules de Cowper, les glàndules de Littre i els conductes deferents. La funció dels espermatozoides continguts en l'esperma és la fecundació de l'òvul femení i la consegüent reproducció.

## Història
L'espermatozoide va ser descrit per primera vegada en 1677 pel científic Antonie van Leeuwenhoek, reconegut com a "pare de la microbiologia". No obstant això, la primera persona a visualitzar-lo va ser un estudiant de medicina anomenat Johan Ham, qui li va comentar que havia vist uns petits 'animàlculs' al semen. Ham pensava que aquests petits animals eren fruit de la putrefacció del líquid seminal. Antoine van Leeuwenhoek, en canvi, va suposar que es tractava d'un component habitual del semen i va realitzar la primera descripció detallada dels espermatozoides. A més, també va ser la primera persona a proposar que la fecundació passava per l'entrada de l'espermatozoide dins de l'òvul, ja que aleshores es creia que la fecundació tenia lloc per vapors que emanaven de l'esperma. Encara que, lamentablement, mai va poder observar el procés.
Posteriorment, el 1694, Nicolas Hartsoecker va proposar la teoria de l'homuncle. Hartsocker va ser un científic holandès que es va dedicar a investigar sobre l'origen de la vida. L'observació dels espermatozoides al microscopi el va portar a pensar que dins de cada un d'ells hi havia un homuncle, una mena d'ésser humà en miniatura. En conclusió, la seva teoria exposa que en cada un dels espermatozoides ja es troba en potència l'ésser humà que després va anar desenvolupant-se en el ventre femení.
Finalment, cal destacar la figura de Lazzaro Spallanzani, un fisiòleg i sacerdot italià que va investigar la incògnita que era encara la fecundació i el paper que jugava l'espermatozoide en el procés. En un dels seus experiments va prendre ous verges i líquid seminal de granotes i els va posar en contacte, aconseguint la fecundació dels primers. Aquest treball es podria considerar com el primer treball sobre fecundació (o inseminació) artificial realitzat a partir del mètode experimental. Després, cap a 1790, es va dedicar a investigar la inseminació artificial a gossos: va injectar amb una xeringa espermatozoides a una gossa i aquesta va quedar prenyada. Gràcies a aquests experiments es va demostrar la importància de l'espermatozoide en el procés de la fecundació. A més, aquests descobriments van servir de base perquè el cirurgià anglès Hunter pogués intentar la seva aplicació a l'espècie humana.

## Espermatogènesi
L'espermatogènesi és el procés en el qual els espermatozoides es produeixen a partir de les cèl·lules germinals primordials de l'home (espermatogonis) mitjançant mecanismes de mitosi i meiosi. És el mecanisme de gametogènesi en l'home i es desenvolupa en els testicles (gònades masculines), encara que la maduració final dels espermatozoides es porta a terme a l'epidídim. Els espermatozoides són cèl·lules reproductores masculines, destinades a la fecundació de l'òvul; mesuren de deu a seixanta micres de longitud i estan compostes d'un cap que conté el material cromosòmic i d'una cua o flagel que actua com propulsor.

## Estructura de l'espermatozoide humà
Els espermatozoides en l'ésser humà són de forma piriforme, només sobreviuen en un entorn càlid, encara que entre 1 i 3 °C per sota de la temperatura corporal, i són les úniques cèl·lules humanes en posseir flagel; això l'ajuda a ser una cèl·lula amb alta mobilitat, capaç de nedar lliurement.
Es componen principalment de dues parts: un cap i el seu flagel, però dins d'elles podem distingir diverses estructures, les quals, en ordre cefàlic-cabal (del cap a la cua, és a dir, de dalt a baix), són: acrosoma, nucli, membrana, coll, peça mitjana, cua i peça terminal. Viuen de mitjana 24 hores, tot i que és possible que arribin a fecundar l'òvul després de tres dies.

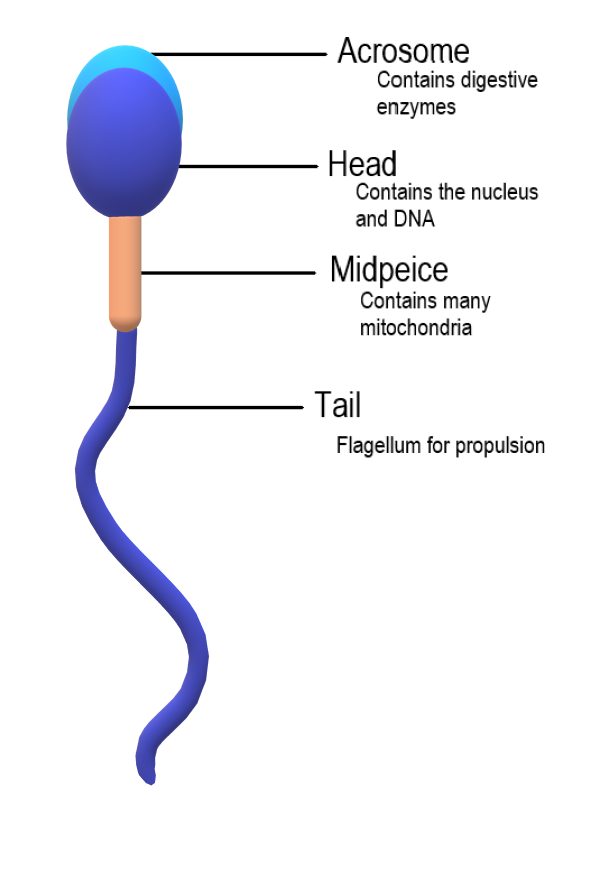
Diagrama d'un espermatozoide.

### Cap: acrosoma, membrana i nucli
El cap conté dues parts principals: l'acrosoma, que cobreix els dos terços anteriors del cap; i el nucli, que conté la càrrega genètica de l'espermatozoide (23 cromosomes, al pronucli, que, units als 23 de l'òvul donen lloc a la cèl·lula mare, al sumar-se el total de 46 cromosomes, agrupats en parells). En els éssers humans la mesura del cap de l'espermatozoide és de 5 micres (micròmetres) de longitud. Tant el pronucli com l'acrosoma estan embolicats enmig d'una petita quantitat de citoplasma i revestits per una membrana plasmàtica que uneix el cap al cos de l'espermatozoide. És la part més important adjunt amb el cos. Aquesta membrana té alts nivells d'àcids grassos poliinsaturats que són les principals responsables de la mobilitat de l'esperma.
L'acrosoma és una capa formada per enzims hialuronidasa, acrosina i neuraminidasa que afavoriran el trencament de la zona pel·lúcida per a la penetració, la qual envolta l'oòcit.
El nucli, després que l'acrosoma obri la zona pel·lúcida de l'oòcit, és l'única part que entra al seu citoplasma, deixant enrere la membrana ja buida, per després fusionar-se amb el nucli de l'òvul, completar com a cèl·lula diploide i començar la divisió cel·lular (mitosi). Per tant, com els mitocondris i tota la resta del gàmeta masculí no s'uneixen al zigot, tots els mitocondris de la nova cèl·lula provenen de la part materna. La cromatina d'un espermatozoide madur està altament condensada causa de la substitució de les histones amb protamines durant l'espermatogènesi.

### Flagel: coll, peça mitjana, cua, peça terminal
El coll és molt curt, de manera que no és visible mitjançant el microscopi òptic. És lleugerament més gruixut que les altres parts del flagell i conté residus citoplasmàtics de l'espermàtida. Després d'aquests elements conté dos centríols: el distal, que origina la peça mitjana, i l'altre, el proximal, desapareix després d'haver donat origen al flagel. Conté una placa basal de material dens que el separa del cap i és on s'ancoren 9 columnes proteiques, que són centríols modificats, continuant per tota la cua. D'un d'ells (el distal) s'origina la peça mitjana.
La peça mitjana (d'unes 4 o 5 micres de longitud) posseeix una gran quantitat de mitocondris concentrades en una beina helicoidal, que proveeixen d'energia a l'espermatozoide, produint ATP. L'espermatozoide necessita aquesta energia per realitzar el seu recorregut pel cèrvix, l'úter i les trompes de Fal·lopi femenines fins a arribar a l'oòcit per fecundar-lo.
La cua (de 35 micres) li proporciona mobilitat (zona flagèlica funcional recoberta només de membrana).
La cua li proporciona mobilitat, i aquesta pot ser de tipus A, B, C o D; segons s'observi en el seminograma. Tipus A correspondria als espermatozoides amb moviment rectilini a una velocitat major de 25 micres / s, enfront de les 5-24 micres / s del tipus B els quals tenen un moviment sense trajectòria definida, una velocitat inferior a 5 micres / s per al tipus C, els quals amb prou feines es desplacen tot i que sí es detecta moviment en ells, i un moviment nul per al tipus D. per tant, s'agrupen en moviments progressius (tipus A i B) i no progressius (C).
Mobilitats anormals es corresponen amb percentatges menors al 50% d'A + B o 25% d'A. Cal notar que la mobilitat de tipus A és poc comú en l'esperma de la població (al voltant de l'1%) - Aquestes anormalitats reben el nom d'astenozoospèrmia o astenospèrmia; distingint entre lleu, moderada i greu.

## Característiques exclusives segons espècie
Hi ha una relació indirecta entre el volum d'ejaculat i la concentració d'espermatozoides en les diferents espècies:
- En els éssers humans, els espermatozoides posseeixen un cap de 5 a 8 µm i una cua de 50 micres de longitud. Posseeixen una velocitat de 3 mil·límetres per minut. L'ejaculat humà normal és de 2 a 6 ml (mil·lilitres), i transporta entre 60 i 300 milions d'espermatozoides (segons la durada de l'abstinència prèvia). Per fertilitzar a l'òvul ha d'haver més de 20 milions de cèl·lules per ml.

- En els porcs, l'ejaculació és d'uns 200 ml, amb una concentració de 100 000 espermatozoides/mm³. La longitud dels espermatozoides és d'uns 90 micres.

En part dels mamífers, inclosos els éssers humans, els espermatozoides han de ser produïts a una temperatura més baixa que la mitjana de l'organisme (2 °C menys del normal en humans), per això les gònades masculines es troben fora del cos.

## Epigenètica en l'espermatozoide
El desenvolupament de les cèl·lules germinals primordials fins espermatozoides madurs és una etapa clau per a la reprogramació epigenètica. La metilació de l'ADN i la modificació d'histones produeixen canvis en la gametogènesi; i alteracions a qualsevol nivell de l'epigenoma de l'espermatozoide pot afectar la fertilitat i al correcte desenvolupament de l'embrió.

### Patrons de metilació en les cèl·lules germinals masculines
Estudis recents en ratolins i humans mostren que les cèl·lules germinals masculines posseeixen un únic patró de metilació en comparació amb els teixits somàtics. Els patrons de metilació de promotors en l'esperma, com la hipometilació, permetrien l'expressió de gens específics de les cèl·lules germinals involucrats en l'espermatogènesi; mentre que la hipermetilació donaria lloc a la repressió de la pluripotència i de gens específics de teixits somàtics. Molts d'aquests llocs amb metilació diferent en l'esperma i en teixits somàtics es troben fora de regions gèniques i d'illes CpG, pel que sembla que juguen altres papers a més de controlar l'expressió gènica. Els patrons de metilació en seqüències centromèriques i intergèniques poden ser necessàries perquè es formi l'estructura cromatínica especialitzada que trobem en les cèl·lules germinals.
Els patrons de metilació de les cèl·lules somàtiques s'estableixen d'hora durant la vida embrionària i es mantenen en el desenvolupament i en l'adult. Les cèl·lules germinals, però, patiran dues onades de desmetilació per poder establir patrons específics de sexe que donen lloc als gens impressos. Al contrari que en l'òvul, els patrons epigenètics dels espermatozoides es comencen a adquirir prenatalment. L'adquisició inicial es relaciona amb l'expressió de Dnmt3a i Dnmt3L, la qual cosa és consistent amb el paper dels enzims DNMT3 com metiltransferases de novo. Aquests patrons es completen després del naixement en la fase paquinema de la meiosi.

### Remodelació de la cromatina
La cromatina de l'esperma dels mamífers és única, ja que està altament organitzada, condensada i compactada. La remodelació cromatínica està facilitada per la hiperacetilació de les histones i per l'ADN topoisomerasa II, la qual produeix osques temporals en l'ADN per alleujar l'estrès torsional causa del superenrotllament.
Les protamines condensen les cadenes d'ADN i formen una unitat d'empaquetament bàsica de la cromatina anomenada toroide. Confereixen un nivell més gran d'empaquetament de l'ADN al de les cèl·lules somàtiques. Tot això protegeix a la cromatina durant el transport a través del tracte reproductiu masculí i femení. A més, les protamines són necessàries per al silenciament del genoma patern i la reprogramació del patró d'empremta del gàmeta. No obstant això, un 15% de les histones no són reemplaçades en la cromatina de l'esperma humà, causant que estigui menys compactada.
En l'espermatogènesi, les protamines substitueixen progressivament les histones de forma esglaonada. Primer, les histones somàtiques es reemplacen per variants d'histones específiques dels testicles. A la espermatogènesi les variants d'histones específiques de teixit es canvien per proteïnes de transició (TP1 i TP2) en un procés que requereix la remodelació de l'ADN. Les proteïnes de transició són necessàries per a la normal condensació de la cromatina, per reduir el nombre de trencaments de l'ADN i per prevenir la formació de defectes secundaris en els espermatozoides i la pèrdua eventual de la integritat genòmica. Finalment, en l'elongació de les espermàtides, les proteïnes de transició es substitueixen per protamines. Aquest procés seqüencial facilita la remodelació molecular del genoma masculí en la diferenciació de l'espermàtida.
En humans, la ràtio P1 / P2 és aproximadament d'1,0 i alteracions en aquest quocient s'associen amb infertilitat. Les protamines tenen aproximadament la meitat de la mida de les histones. Són proteïnes nuclears bàsiques que es caracteritza per un nucli ric en arginines i residus de cisteïnes. Els nivells alts d'arginina causen una càrrega neta positiva, facilitant així la seva unió a l'ADN. Així mateix, els residus de cisteïna faciliten la formació de múltiples ponts disulfur inter i intraprotamines, que són essencials per a l'empaquetament en ordre superior de la cromatina. Les protamines P2 contenen menys grups de cisteïnes, el que provoca que l'ADN sigui més susceptible al dany.